# Motodiagnostik
Die Motodiagnostik bietet Verfahren zur Messung des motorischen Entwicklungsstandes von Kindern unter standardisierten Bedingungen. 
Durch die Motodiagnostik können motorische Defizite sowie Hinweise auf Hirnschädigungen bei Kindern erkannt werden. 
Es existiert eine Vielfalt standardisierter Tests, die sich teilweise auf unterschiedliche Altersstufen und Testbereiche beziehen. Nicht alle Verfahren erfüllen die erforderlichen Gütekriterien.
Grundsätzlich unterscheidet man bei der Motodiagnostik zwischen motometrischen, motoskopischen und motographischen Verfahren.
Die Einsatzgebiete sind unter anderem der Elementarbereich, die Primarstufe und der klinische Bereich.
Die Testbereiche lassen sich in Grobmotorik, Feinmotorik, Wahrnehmung und Verhalten unterteilen. Die Verfahren mit der größten Verbreitung sind  der Körperkoordinationstest für Kinder (kurz KTK) von Friedhelm Schilling und Ernst J. Kiphard, der Motoriktest für vier- bis sechsjährige Kinder (kurz MOT 4-6) von Renate Zimmer und Meinhart Volkamer sowie der Wiener Koordinationsparcours von Siegbert A. Warwitz.

## Liste standardisierter motorischer Tests (Auswahl)
- Bruininks-Oseretsky Test der motorischen Fähigkeiten für vier- bis vierzehnjährigen Kinder – zweite Ausgabe (kurz BOT-2 / 2014): Testverfahren mit kindgerechten, alltagsrelevanten motorischen Aufgaben.
- Hammer Motorik-Screening für Vorschulkinder (kurz HamMotScreen/2002): Der Schwerpunkt bei diesem videogestützten Gruppenscreening liegt bei Auffälligkeiten und Störungen, der Test ist für vier- bis sechsjährige Kinder angelegt.
- Körperkoordinationstest für Kinder (kurz KTK/1974): Misst den Entwicklungsstand von Kindern im Alter von fünf bis vierzehn Jahren und kann auf Hirnschädigungen hinweisen.
- Lincoln-Oseretzky-Skala (kurz LOS KF 18): Stellt den motorischen Entwicklungsstand von fünf- bis dreizehnjährigen Kindern fest, das Einsatzgebiet ist hauptsächlich der klinische Bereich.
- Motoriktest für vier- bis sechsjährige Kinder (kurz MOT 4-6/endgültiges Manual 1987): Testverfahren speziell für den Elementarbereich, misst den motorischen Entwicklungsstand, lässt Rückschlüsse auf Schädigungen zu.
- Motoriktest für vier- bis achtjährige Kinder (kurz MOT 4-8/Screening Version 2005): Testverfahren für den Elementar- und Primarbereich.
- Trampolin-Körperkoordinationstest (kurz TKT/1970): Grobauslese motorisch auffälliger Kinder und Erfassung von Hirnfunktionsstörungen bei Kindern.
- Münchener Fitness Test (kurz MFT): Ursprünglich Test zur Auswahl von Kindern mit motorischen Defiziten zwecks Sportförderunterricht.
- Movement Assessment Battery for Children – Second Edition (kurz M-ABC-2 / englische Version 2006; deutsche Version 2008): Testbatterie zur Erfassung des kindlichen Entwicklungsstandes im Bereich der Motorik, sowie der Überprüfung des Leistungsvermögen in verschiedenen Bereichen, Altersspanne: 3;0 bis 16,11 Jahre
- Der Wiener Koordinationsparcours (WKP/1976) erfasst das koordinative Leistungsvermögen von Kindern und Jugendlichen beiderlei Geschlechts ab dem elften Lebensjahr und hält für die Einstufung entsprechende Normentabellen bereit.